# Complete Rarities: Warner Bros. 1988–2011
Complete Rarities: Warner Bros. 1988–2011 és una compilació de cançons de la banda estatunidenca de rock alternatiu R.E.M. durant l'etapa en la qual treballaven amb la discogràfica Warner Bros. Records. Es va publicar el 19 de maig de 2014 només via descàrrega digital i sense format físic. Tot el material que conté la compilació va ser prèviament publicat físicament o en format digital.
Tot i el títol, diverses cançons ja publicades o publicades només digitalment no van ser incloses en la compilació. No es va editar l'àlbum en format de CD i només estigué disponible digitalment.
La llista de cançons es va ordenar en 45 discs per separat, numerant sempre a partir de l'1 en cada disc. Cada disc és representatiu del llançament original i els discs tenen ordre cronològic des de 1989 a 2011, amb un total de 131 cançons.

## Llista de cançons
Totes les cançons compostes per Bill Berry, Peter Buck, Mike Mills i Michael Stipe, excepte les indicades.
Disc 1: Senzill de «Get Up» (gener 1989)
1. «Funtime» (David Bowie, Iggy Pop) (cover d'Iggy Pop) – 2:14

Disc 2: Senzill de «Orange Crush» (maig 1989)
1. «Ghost Rider» (Alan Vega, Martin Rev) (cover de Suicide) – 3:46
2. «Dark Globe» (Syd Barrett) (cover de Syd Barrett) – 1:53

Disc 3: Senzill de «Pop Song 89» (maig 1989)
1. «Pop Song 89» (versió acústica) – 2:57

Disc 4: Senzill de «Stand» (versió Estats Units de gener 1989, versió Regne Unit de juliol 1989)
1. «Memphis Train Blues» (instrumental) – 1:40
2. «Skin Tight» (Williams, Satchell, "Sugarfoot", Jones, Middlebrooks, Pierce) (versió de Ohio Players, directe a Orlando, 30 d'abril de 1989) – 2:04

Disc 5: Senzill de «Losing My Religion» (febrer 1991)
1. «Losing My Religion» (versió acústica, directe a San Francisco) – 4:44
2. «Losing My Religion» (directe a Dublín, 2005) – 4:53
3. «Rotary Eleven» – 2:32

Disc 6: Senzill de «Radio Song» (novembre 1991)
1. «You Are the Everything» (directe a Greensboro) – 4:44
2. «Love Is All Around» (Reg Presley) (cover de The Troggs en directe) – 3:13

Disc 7: Senzill de «Shiny Happy People» (maig 1991)
1. «Shiny Happy People» («Dance to the Music» Mix) – 4:45
2. «Shiny Happy People» (Pop Mix) – 4:05
3. «Shiny Happy People» (Hip Mix) – 3:37

Disc 8: Senzill de «Drive» (setembre 1991)
1. «It's a Free World Baby» (banda sonora de The Coneheads) – 5:12
2. «Winged Mammal Theme» (instrumental) – 2:56
3. «First We Take Manhattan» (Leonard Cohen) (cover de I'm Your Fan) – 6:04

Disc 9: Senzill de «Everybody Hurts» (abril 1993)
1. «Everybody Hurts» – 4:59
2. «Mandolin Strum» (instrumental) – 3:46
3. «Orange Crush» (directe) – 4:00

Disc 10: Senzill de «Man on the Moon» (novembre 1992)
1. «Man on the Moon» – 4:45
2. «Arms of Love» (Robyn Hitchcock) (cover de Robyn Hitchcock) – 3:32

Disc 11: Senzill de «Nightswimming» (juliol 1993)
1. «World Leader Pretend» (directe a Charleston, 28 d'abril de 1991) – 5:16
2. «Belong» (directe a Charleston, 28 d'abril de 1991) – 4:40
3. «Low» (directe a Charleston, 28 d'abril de 1991) – 4:59

Disc 12: Senzill de «The Sidewinder Sleeps Tonite» (febrer 1993)
1. «The Lion Sleeps Tonight» (Solomon Linda, Hugo Peretti, Luigi Creatore, George David Weiss, Albert Stanton) (cover de The Tokens) – 2:41
2. «Fretless» (banda sonora de Until the End of the World) – 4:50

Disc 13: Senzill de «Find the River» (novembre 1993)
1. «Everybody Hurts» (directe als MTV Video Awards, Los Angeles, 2 de setembre de 1993) – 5:33
2. «Orange Crush» (instrumental) – 3:49

Disc 14: Senzill de «Crush with Eyeliner» (gener 1995)
1. «Fall on Me» (directe al 40 Watt Club, Athens, 19 de novembre de 1992) – 3:23
2. «Me in Honey» (directe al 40 Watt Club, Athens, 19 de novembre de 1992) – 4:16
3. «Finest Worksong» (directe al 40 Watt Club, Athens, 19 de novembre de 1992) – 4:11

Disc 15: Senzill de «Strange Currencies» (abril 1995)
1. «Drive» (directe al 40 Watt Club, Athens, 19 de novembre de 1992) – 4:17
2. «Funtime» (directe al 40 Watt Club, Athens, 19 de novembre de 1992) – 2:16
3. «Radio Free Europe» (directe al 40 Watt Club, Athens, 19 de novembre de 1992) – 4:43

Disc 16: Senzill de «Tongue» (juliol 1995)
1. «What's the Frequency, Kenneth?» (directe al Saturday Night Live, 12 de novembre de 1994) – 4:06
2. «Bang and Blame» (directe al Saturday Night Live, 12 de novembre de 1994) – 4:54
3. «I Don't Sleep, I Dream» (directe al Saturday Night Live, 12 de novembre de 1994) – 3:50

Disc 17: Senzill de «What's the Frequency, Kenneth?» (setembre 1994)
1. «What's the Frequency, Kenneth?» (versió ràdio) – 3:59
2. «Monty Got a Raw Deal» (directe al 40 Watt Club, Athens, 18 de novembre de 1992) – 4:22
3. «Everybody Hurts» (directe al 40 Watt Club, Athens, 19 de novembre de 1992) – 5:42
4. «Man on the Moon» (directe al 40 Watt Club, Athens, 19 de novembre de 1992) – 5:23

Disc 18: Senzill de «Bang and Blame» (octubre 1994)
1. «Bang and Blame» (versió alternativa) – 4:52
2. «Losing My Religion» (directe al 40 Watt Club, Athens, 19 de novembre de 1992) – 4:43
3. «Country Feedback» (directe al 40 Watt Club, Athens, 19 de novembre de 1992) – 4:19
4. «Begin the Begin» (directe al 40 Watt Club, Athens, 19 de novembre de 1992) – 3:48

Disc 19: Senzill de «Bittersweet Me» (octubre 1996)
1. «Undertow» (directe al Omni Coliseum, Atlanta, 19 de novembre de 1995) – 5:05
2. «Wichita Lineman» (Jimmy Webb) (cover de Glen Campbell) – 3:18
3. «New Test Leper» (directe acústic) – 5:29

Disc 20: Senzill de «E-Bow the Letter» (agost 1996)
1. «Tricycle» – 1:58
2. «Departure» (prova de so directe a Roma) – 3:33
3. «Wall of Death» (Richard Thompson) (cover de Beat the Retreat: Songs by Richard Thompson) – 3:08

Disc 21: Senzill de «Electrolite» (desembre 1996)
1. «The Wake Up Bomb» (directe al Omni Coliseum, Atlanta, 18 de novembre de 1995) – 5:08
2. «Binky the Doormat» (directe al Omni Coliseum, Atlanta, 18 de novembre de 1995) – 5:02
3. «King of Comedy» (808 State Remix) – 5:37

Disc 22: Senzill de «How the West Was Won and Where It Got Us» (abril 1997)
1. «Be Mine» (Mike on Bus Version) – 4:54
2. «Love Is All Around» (Reg Presley) (cover de The Troggs, de la banda sonora de I Shot Andy Warhol) – 3:02
3. «Sponge» (Vic Chesnutt) (de l'àlbum de Sweet Relief II: Gravity of the Situation) – 4:95

Disc 23: Senzill de «Daysleeper» (octubre 1998)
1. «Emphysema» (instrumental) – 4:24
2. «Sad Professor» (versió en directe a l'estudi) – 4:01
3. «Why Not Smile» (versió Oxford American) – 4:01

Disc 24: Senzill de «Lotus» (desembre 1998)
1. «Surfing the Ganges» (instrumental) – 2:28
2. «Suspicion» (directe a Toast Studios) – 5:39
3. «Lotus» (Weird Mix) – 4:34

Disc 25: Senzill de «Suspicion» (juny 1999)
1. «Electrolite» (directe al Later... with Jools Holland, 1998) – 3:58
2. «Man on the Moon» (directe al Later... with Jools Holland, 1998) – 5:15
3. «Suspicion» (directe als Ealing Studios) – 5:27

Disc 26: Senzill de «At My Most Beautiful» (març 1999)
1. «At My Most Beautiful» (radio remix) – 3:33
2. «The Passenger» (Iggy Pop, Ricky Gardiner) (directe al Later... with Jools Holland, 1998) – 7:11
3. «Country Feedback» (directe al Later... with Jools Holland, 1998) – 6:51
4. «So. Central Rain» (directe al Later... with Jools Holland, 1998) – 4:04

Disc 27: Senzill de «The Great Beyond» (gener 2000)
1. «The Great Beyond» (banda sonora de Man on the Moon) – 4:14
2. «The One I Love» (directe al Glastonbury Festival, 1999) – 3:10
3. «Everybody Hurts» (directe al Glastonbury Festival, 1999) – 6:21
4. «Man on the Moon» (directe al Glastonbury Festival, 1999) – 5:24

Disc 28: Senzill de «All the Way to Reno (You're Gonna Be a Star)» (juliol 2001)
1. «Yellow River» (Jeff Christie) (cover de Christie) – 2:35
2. «165 Hillcrest» (instrumental) – 1:35
3. «Imitation of Life» (directe a Trafalgar Square) – 3:54

Disc 29: Senzill de «I'll Take the Rain» (novembre 1991)
1. «Summer Turns to High» (32 Chord Song demo) – 3:10
2. «I've Been High» (directe a Channel V) – 3:17

Disc 30: Senzill de «Imitation of Life» (abril 2001)
1. «The Lifting» (versió original) – 5:20
2. «Beat a Drumh» (Dalkey demo) – 4:26
3. «2JN» – 3:26

Disc 31: Senzill de «Bad Day» (octubre 2003)
1. «Favorite Writer» (Linda Hopper, Ruthie Morris) (cover de Magnapop) – 2:57
2. «Out in the Country» (Paul Williams, Roger Nichols) (cover de Paul Williams) – 3:23
3. «Adagio» (instrumental) – 3:29

Disc 32: Disc extra de In Time: The Best of R.E.M. 1988-2003 (octubre 2003)
1. «Turn You Inside-Out» (directe) – 4:27
2. «Chance (Dub)» – 2:35
3. «Drive» (directe) – 4:00
4. «Star Me Kitten» (versió alternativa amb William S. Burroughs, de Songs in the Key of X: Music from and Inspired by the X-Files) – 3:31
5. «Revolution» (banda sonora de Batman i Robin) – 3:05
6. «Leave» (versió alternativa, banda sonora de A Life Less Ordinary) – 4:42
7. «The Lifting» (demo) – 5:20
8. «The One I Love» (directe al Triple M Sydney) – 3:24

Disc 33: EP d'iTunes Vancouver Rehearsal Tapes (octubre 2003)
1. «Maps and Legends» – 3:18
2. «Tongue» – 3:52
3. «Little America» – 2:59
4. «So. Central Rain» – 3:29
5. «Imitation of Life» – 3:51

Disc 34: Senzill de «Aftermath» (novembre 2004)
1. «So Fast, So Numb» (directe a Athens Rehearsal Sessions, 2004) – 3:52
2. «All the Right Friends» (directe a Athens Rehearsal Sessions, 2004) – 2:50

Disc 35: Senzill de «Animal» (gener 2004)
1. «Animal» (nova remescla) – 3:55
2. «Pretty Persuasion» (directe a Nova York, 2003) – 4:02
3. «Welcome to the Occupation» (directe a Nova York, 2003) – 2:46

Disc 36: Senzill de «Leaving New York» (setembre 2004)
1. «You Are the Everything» (directe a Raleigh, 10 d'octubre de 2003) – 3:31
2. «These Days» (directe a Toronto, 30 de setembre de 2003) – 3:27
3. «(Don't Go Back To) Rockville» (directe a NRK P1 National Radio d'Oslo, 25 d'octubre de 2003) – 4:35

Disc 37: Senzill de «Wanderlust» (juliol 2005)
1. «Wanderlust» (directe a Santa Bàrbara, 2004) – 3:04

Disc 38: Senzill de «Electron Blue» (febrer 2005)
1. «Sweetness Follows» (directe a Cincinnati, 27 d'octubre de 2004) – 4:04

Disc 39: Senzill de «Hollow Man» (juny 2008)
1. «Horse to Water» (directe a Vancouver) – 2:36
2. «Indian Summer» (Calvin Johnson) (cover de Beat Happening) – 5:01

Disc 40: EP iTunes Live from London (juliol 2008)
1. «Living Well Is the Best Revenge» – 3:16
2. «Auctioneer» – 2:46
3. «Hollow Man» – 2:44
4. «Supernatural Superserious» – 3:23
5. «Fall on Me» – 2:49
6. «West of the Fields» – 3:14
7. «Horse to Water» – 2:18
8. «Man-Sized Wreath» – 2:36
9. «Man on the Moon» – 4:53

Disc 41: Senzill de «Man-Sized Wreath» (agost 2008)
1. «Mr. Richards» (directe a Vancouver) – 3:54
2. «Living Well Jesus Dog» (versió alternativa de «Living Well Is The Best Revenge») – 4:21

Disc 42: Senzill de «Supernatural Superserious» (febrer 2008)
1. «Airliner» – 2:21
2. «Redhead Walking» (Calvin Johnson) (cover de Beat Happening) – 2:11

Disc 43: Senzill de «Until the Day Is Done» (març 2009)
1. «Houston» (directe a Londres) – 2:19

Disc 44: EP d'iTunes Reckoning Songs From the Olympia (juliol 2009)
1. «Harborcoat» (de Live at The Olympia) – 4:13
2. «Letter Never Sent» (de Live at The Olympia) – 3:17
3. «Second Guessing» (de Live at The Olympia) – 2:55
4. «Pretty Persuasion» (de Live at The Olympia) – 4:26

Disc 45: Senzill de «Oh My Heart» (febrer 2011)
1. «Nola - 4/26/10» (instrumental) – 2:53
2. «That Someone Is You» (directe a Hansa Studios) – 1:45